# Sort of Revolution
Sort of Revolution – album studyjny brytyjskiego muzyka i wokalisty Finka, wydany 25 maja 2009 roku nakładem wytwórni płytowej Ninja Tune. Utwory na album napisali John Stephens, Guy Whittaker, Tim Thornton, Jeff Barry oraz sam wokalista.
Za projekt okładki albumu odpowiedzialna była Kate O’Connor. Album dotarł do 136. pozycji francuskiego zestawienia prowadzonego przez Syndicat national de l'édition phonographique oraz 60. miejsca w holenderskim notowaniu albumów MegaCharts.

## Lista utworów
Opracowano na podstawie materiału źródłowego.
1. „Sort of Revolution” – 6:32
2. „Move on Me” – 3:39
3. „Six Weeks” – 3:04
4. „Nothing Is Ever Finished” – 4:09
5. „See It All” – 5:14
6. „Q & A” – 6:17
7. „If I Had a Million” – 4:44
8. „Pigtails” – 3:52
9. „Maker” – 5:36
10. „Walking in the Sun” – 3:18